# Maula
Maula (arabisch مولى, DMG Maulā) ist ein arabischer Begriff, der im Laufe der Epochen verschiedene Bedeutungswandel durchgemacht hat und in verschiedenen Bereichen zur Anwendung kam. Linguistisch ist maulā das Verbalsubstantiv (maṣdar) des Verbs waliya und bedeutet so viel wie „etwas oder jemandem nahe sein, Macht innehaben, Macht ausüben“.

## Bedeutung im Koran und der Tradition
„Dies deshalb, weil Gott der Schutzherr derer ist, die glauben, und weil die Ungläubigen keinen Schutzherrn haben.“

„Gott verlangt von niemandem mehr, als er (zu leisten) vermag. Jedem kommt (dereinst) zugute, was er (im Erdenleben an guten Taten) begangen hat, und (jedem kommt) auf sein Schuldkonto, was er sich (an bösen Taten) geleistet hat. Herr! Belange uns nicht, wenn wir vergeßlich waren oder uns versehen haben! Herr! Lad uns nicht eine drückende Verpflichtung auf, wie du sie denen aufgeladen hast, die vor uns lebten! Herr! Belaste uns nicht mit etwas, wozu wir keine Kraft haben! Verzeih uns, vergib uns und erbarm dich unser! Du bist unser Schutzherr. Hilf uns gegen das Volk der Ungläubigen!“

Im koranischen Kontext hat es dieselbe Bedeutung wie sayyed und bezieht sich auf Gott. Aus diesem Grund war es muslimischen Sklaven nicht erlaubt, ihre Herren mit „Maulānā“ („unser Herr“) anzusprechen. Trotzdem fand der Begriff in der Tradition häufig Eingang als „Herr eines Sklaven“.

## Weitere Bedeutungen
Bei juristischen Angelegenheiten hat maulā im Zusammenhang einer Person mit einer anderen, je nach Kontext, weitere Bedeutungen (arabisch ولاء, DMG walāʾ ‚Freundschaft, Wohlwollen, Loyalität‘).
Durch Änderung des Suffix ergeben sich regional unterschiedliche Bedeutungen.